# AB航空1103号班机空难
AB航空1103号班机是从赛义德·易卜拉欣王子国际机场飞往科摩罗莫埃利岛机场的一趟航班。由塞斯纳208D Grand Caravan 执飞。在2022年2月26日，执飞该航班的飞机在离莫埃利岛机场约2.5（1.6英里）的印度洋海域坠海。  

## 涉事飞机
涉及该事件的飞机是一架塞斯纳208D Grand Caravan （注册编号 5H-MZA），其首飞时间为 2016 年。这架飞机配备了一台涡轮螺旋桨普惠PT6A-140发动机。 

## 乘客和机组人员
遇难者数量和国籍： 
| 国家     | 乘客 | 机组 | 总和 |
| -------- | ---- | ---- | ---- |
|          | 12   | –    | 12   |
| 坦桑尼亚 | –    | 2    | 2    |
| 全部的   | 12   | 2    | 14   |